# Big Fish
Big Fish là một bộ phim chính kịch giả tưởng của Mỹ năm 2003 dựa trên cuốn tiểu thuyết cùng tên năm 1998 của Daniel Wallace. Bộ phim được đạo diễn bởi Tim Burton và dàn diễn viên bao gồm Ewan McGregor, Albert Finney, Billy Crudup, Jessica Lange, và Marion Cotillard. Các nhân vật khác được thực hiện bởi Steve Buscemi, Helena Bonham Carter, Matthew McGrory, Alison Lohman và Danny DeVito.
Edward Bloom (Finney), một cựu nhân viên bán hàng du lịch ở miền Nam Hoa Kỳ với một khả năng kể chuyện rất giỏi, bây giờ ông bị bệnh và chờ đợi cái chết của ông. Will (Crudup), con trai ghẻ lạnh của ông, cố gắng hàn gắn mối quan hệ của họ khi Bloom kể những câu chuyện cao siêu về cuộc đời đầy biến cố của ông khi còn là một thanh niên (được McGregor miêu tả trong những cảnh hồi tưởng).
Nhà biên kịch John August đã đọc một bản thảo của cuốn tiểu thuyết sáu tháng trước khi nó được xuất bản và thuyết phục Columbia Pictures để có được các quyền xuất bản. Tháng 8 bắt đầu chuyển thể cuốn tiểu thuyết trong khi các nhà sản xuất đàm phán với Steven Spielberg, người đã lên kế hoạch chỉ đạo sau khi hoàn thành Báo cáo thiểu số (2002). Spielberg đã xem xét Jack Nicholson cho vai Edward Bloom, nhưng cuối cùng đã bỏ dự án để tập trung vào Catch Me If You Can (2002). Tim Burton và Richard D. Zanuck tiếp quản sau khi hoàn thành Planet of the Apes (2001) và đưa McGregor và Albert Finney vào đội ngũ diễn viên.
Chủ đề của bộ phim về sự hòa giải giữa một người cha đang hấp hối và con trai của ông có ý nghĩa đặc biệt đối với Burton, vì cha ông đã qua đời vào năm 2000 và mẹ của ông vào năm 2002, một tháng trước khi ông ký hợp đồng với đạo diễn. Địa điểm diễn ra trong Big Fish là ở Alabama trong một loạt các họa tiết trong truyện cổ tích gợi lên giai điệu của một ảo mộng miền Nam gothic. Bộ phim đã nhận được đề cử giải thưởng ở nhiều hạng mục phim, bao gồm bốn đề cử giải Quả cầu vàng, bảy đề cử từ Học viện Nghệ thuật Điện ảnh và Truyền hình Anh, hai đề cử giải Saturn, và một đề cử giải Oscar và Grammy cho quan điểm ban đầu của Danny Elfman. Bộ phim này dành cho Town of Spectre vẫn còn và có thể được tìm thấy ở Milbrook, Alabama.

## Nội dung
Trong tiệc cưới của Will Bloom, cha anh Edward nhớ lại ngày Will chào đời, kể lại rằng ông bắt được một con cá da trơn khổng lồ vì đã lấy mất nhẫn cưới của ông. Will, đã nghe những câu chuyện này suốt cuộc đời mình, tin rằng chúng là những lời nói dối và xa lánh với cha mình. Ba năm sau, Edward mắc bệnh ung thư, vì vậy Will và cô vợ người Pháp đang mang thai, Joséphine trở về thị trấn Ashton, Alabama để dành thời gian cho cha mình. Trong chuyến đi máy bay, Will nhớ lại một câu chuyện về cuộc gặp gỡ thời thơ ấu của Edward với một phù thủy, người cho ông thấy cái chết của mình trong Quả cầu thủy tinh.
Edward, mặc cho căn bệnh của mình, tiếp tục kể câu chuyện về cuộc đời mình cho Will và Joséphine. Ông kể rằng đã từng nằm liệt giường trong ba năm do ông lớn quá nhanh. Sau đó, ông trở thành một vận động viên thể thao nổi tiếng ở địa phương trước khi bị thúc đẩy bởi tham vọng rời khỏi quê hương. Ông bước ra thế giới với một người khổng lồ bị hiểu lầm, Karl, người đang khủng bố thị trấn bằng cách ăn gia súc từ các trang trại xung quanh. Edward và Karl tìm thấy một ngã ba trên đường và họ chia nhau đi xuống hai con đường riêng biệt. Edward đi theo một con đường xuyên qua một đầm lầy và phát hiện ra thị trấn bí mật của Spectre, người dân địa phương vui vẻ tuyên bố rằng ông được mong đợi.
Ở đó, ông kết bạn với nhà thơ Ashton, người miền Bắc Winslow và con gái của thị trưởng Jenny. Tuy nhiên, Edward rời khỏi Spectre, không muốn ổn định cuộc sống ở thị trấn đó nhưng hứa với Jenny ông sẽ trở lại. Edward và Karl gặp lại nhau và đến thăm Rạp xiếc Calloway, nơi Edward yêu một người phụ nữ xinh đẹp. Karl và Edward có được công việc trong rạp xiếc, nơi người quản lý nhạc chuông Amos Calloway tiết lộ cho Edward một chi tiết về người phụ nữ vào cuối mỗi tháng. Ba năm sau, Edward phát hiện ra rằng Amos bí mật là một người sói và bị anh ta tấn công, nhưng tránh để anh ta cắn bằng một hàm răng sắt nhọn bằng cách chơi trò nhặt cây cho đến khi anh ta trở lại thành người vào buổi sáng.
Amos, khi trở lại bình thường, tiết lộ tên của người phụ nữ là Sandra Templeton, và rằng cô theo học Đại học Auburn. Edward đi đến nơi đó bằng súng thần công và rình rập Sandra trong nhiều ngày, thậm chí còn đi xa tới mức trồng hàng triệu bông thủy tiên bên ngoài phòng ngủ ký túc xá của cô. Cuối cùng cô nói với ông rằng cô đính hôn với Don, nhờ bạn thời thơ ấu của Edward. Don đánh đập Edward một cách tàn nhẫn, khiến Sandra phải hủy bỏ hôn ước và cưới Edward; Không lâu sau, Don sớm chết vì một cơn đau tim như phù thủy đã tiên tri.  
Ít lâu sau, Edward bị đưa vào quân đội và được gửi đi chiến đấu trong Chiến tranh Triều Tiên. Ông nhảy dù vào giữa một buổi trình diễn của quân đội Bắc Triều Tiên, đánh cắp các tài liệu quan trọng và thuyết phục cặp song sinh Ping và Jing giúp ông về nhà để đổi lấy việc biến họ thành người nổi tiếng. Khi trở về nhà, Edward trở thành một người bán hàng rong và ngẫu nhiên đi cùng đường với Winslow. Ông vô tình giúp Winslow cướp một ngân hàng thất bại không có tiền và sau đó truyền cảm hứng cho nhà thơ làm việc ở Phố Wall. Winslow trở thành một nhà môi giới giàu có và trả lại cho Edward một khoản tiền lớn, mà Edward sử dụng để có được ngôi nhà mơ ước của mình.
Hiện tại, Will điều tra sự thật đằng sau những câu chuyện của cha mình và lái xe đến Spectre. Anh gặp một Jenny lớn tuổi, người giải thích rằng Edward đã giải cứu thị trấn khỏi sự phá sản bằng cách mua nó trong một cuộc đấu giá và xây dựng lại nó với sự giúp đỡ từ bạn bè của ông từ Rạp xiết Calloway. Will cho rằng Jenny đã ngoại tình với cha mình, nhưng bà tiết lộ trong khi bà yêu Edward, ông vẫn chung thủy với Sandra. Will trở về nhà nhưng biết Edward đã bị đột quỵ và ở cùng ông tại bệnh viện. Edward tỉnh dậy nhưng không thể nói nhiều, yêu cầu Will thuật lại cuộc sống của mình kết thúc như thế nào.  
Mặc dù đang vật lộn, Will nói với cha mình về sự tưởng tượng táo bạo của họ trốn thoát khỏi bệnh viện đến hồ nước gần đó, nơi mọi người đã gặp trong quá khứ của Edward đang ở đó để tiễn ông ta đi. Will đưa Edward xuống sông, nơi ông biến thành con cá da trơn khổng lồ và bơi đi. Edward đã yên lòng chết, và cuối cùng Will cũng hiểu được tình yêu của ông đối với cuộc đời qua những câu chuyện. Tại đám tang, Will và Joséphine rất ngạc nhiên khi tất cả những người trong câu chuyện của Edward đến dự đám tang, mặc dù mỗi người là một phiên bản ít tưởng tượng hơn so với mô tả. Will, cuối cùng cũng hiểu được tình yêu của cha mình dành cho cuộc đời, truyền lại những câu chuyện của Edward cho chính con trai mình.

## Diễn viên
- Ewan McGregor trong vai Edward Bloom (trẻ)
- Albert Finney trong vai Edward Bloom (già)
- Billy Crudup trong vai Will Bloom
- Jessica Lange trong vai Sandra Bloom (già)
- Helena Bonham Carter trong vai Jenny & Phù thủy
- Alison Lohman trong vai Sandra Bloom (trẻ)
- Robert Guillaume trong vai Tiến sĩ Bennett (già)
- Marion Cotillard trong vai Joséphine
- Missi Pyle trong vai Mildred
- Matthew McGrory trong vai Karl- người khổng lồ
- David Denman trong vai Don Price (18 tuổi)
- London Wainwright III trong vai Beamen
- Ada Tai và Arlene Tai trong vai Ping và Jing
- Steve Bucsemi trong vai người miền Bắc Winslow
- Danny DeVito trong vai Amos Calloway
- Deep Roy trong vai ông Soggybottom
- Perry Walston trong vai Edward Bloom (10 tuổi)
- Hailey Anne Nelson trong vai Jenny (8 tuổi)
- Grayson Stone như Will Bloom (6 tuổi)
- R. Keith Harris là cha của Ed
- Karla Droege là mẹ của Ed
- Zachary Gardner trong vai Zacky Price (10 tuổi)
- John Lowell trong vai Donald Don Price (12 tuổi)
- Darrell Vanterpool trong vai Wilbur (10 tuổi)
- Miley Cyrus trong vai Ruthie (8 tuổi)
- Joseph Humphrey trong vai Little Brave
- Billy Redden trong vai Banjo Man
- Russell Hodgkinson trong vai một số nông dân
- Daniel Wallace trong vai Giáo sư. Econ
- George McArthur trong vai Colossus
- Bevin Kayec trong vai Con cá trong mắt Ed

## Chủ đề
—Tim Burton
Sự hòa giải của mối quan hệ cha con giữa Edward và William là chủ đề chính trong Big Fish. Tiểu thuyết gia Daniel Wallace quan tâm đến chủ đề của mối quan hệ cha con bắt đầu từ chính gia đình của mình. Wallace đã tìm thấy nhân vật "quyến rũ" của Edward Bloom tương tự như cha mình, người đã sử dụng sự quyến rũ để giữ khoảng cách với người khác. Trong phim, Will tin rằng Edward chưa bao giờ thành thật với anh ta vì Edward tạo ra những huyền thoại ngông cuồng về quá khứ của ông ta để che giấu bản thân, sử dụng cách kể chuyện như một cơ chế tránh né.  
Những câu chuyện của Edward chứa đầy những nhân vật trong truyện cổ tích (phù thủy, nàng tiên cá, người khổng lồ và người sói) và những địa điểm (rạp xiếc, thị trấn nhỏ, thành phố thần thoại Spectre), tất cả đều là những hình ảnh cổ điển và nguyên mẫu. Mô típ nhiệm vụ thúc đẩy cả câu chuyện của Edward và Will cố gắng đi đến tận cùng của câu chuyện. Wallace giải thích: "Nhiệm vụ của người cha là trở thành một con cá lớn trong một cái ao lớn và nhiệm vụ của con trai là nhìn xuyên qua những câu chuyện cao lớn của ông ta." Nhà biên kịch John August đã xác định được tính cách của Will và tự mình điều chỉnh nó.  
Ở trường đại học, cha của August đã chết, và giống như Will, August đã cố gắng thân thiết với ông hơn trước khi ông mất, nhưng thấy khó khăn. Giống như Will, August đã học báo chí và 28 tuổi. Trong phim, Will nói về Edward, "Tôi không thấy bất cứ điều gì của bản thân mình ở cha tôi và tôi không nghĩ ông ấy nhìn thấy bất cứ điều gì của ông trong tôi. Chúng tôi giống như những người xa lạ biết nhau rất rõ." Mô tả của Will về mối quan hệ của anh ta với Edward gần giống với mối quan hệ của chính August với cha mình. Burton cũng sử dụng bộ phim để đối mặt với những suy nghĩ và cảm xúc của mình liên quan đến cái chết của cha mình năm 2000: "Cha tôi đã bị bệnh trong một thời gian... Tôi đã cố gắng liên lạc với ông ấy, như thế này  phim, một số loại độ phân giải, nhưng điều đó là không thể."
Tôn giáo và học giả điện ảnh Kent L. Brintnall quan sát cách mối quan hệ cha-con tự giải quyết ở cuối phim.  Khi Edward qua đời, Will cuối cùng cũng trút cơn giận dữ và bắt đầu hiểu cha mình lần đầu tiên:
Trong một cử chỉ cuối cùng của tình yêu và sự thấu hiểu, sau cả đời coi thường những câu chuyện của cha mình và với chính mình là người kể chuyện, Will kết thúc câu chuyện mà cha anh đã bắt đầu, đã tập hợp các chủ đề, hình ảnh và nhân vật trong quá khứ của cuộc đời của cha mình để hòa trộn thực tế  và tưởng tượng trong hành động cảm thông và chăm sóc.  Bằng cách vô tình giải phóng cơn giận dữ mà anh ta đã giữ những câu chuyện của cha mình, Will hiểu được rằng tất cả chúng ta là những câu chuyện của chúng ta và những câu chuyện của cha anh ta đã cho anh ta một thực tế và thực chất và một chiều hướng chân thực, chân thực và sâu sắc như ngày nào  kinh nghiệm hàng ngày mà Will tìm kiếm.  Sau đó, sẽ hiểu rằng cha của anh ấy và phần còn lại của chúng tôi là những câu chuyện của chúng tôi và thực tế sâu sắc hơn trong cuộc sống của chúng tôi, trên thực tế, có thể không phải là bản thân thật nhất của chúng tôi.